# روبن مورتون
روبن مورتون (بالإنجليزية: Robin Morton)‏ هو موسيقي أيرلندي، ولد في 24 ديسمبر 1939.